# 1875
1875 (MDCCCLXXV) a fost un an obișnuit al calendarului gregorian, care a început într-o zi de vineri.

## Evenimente

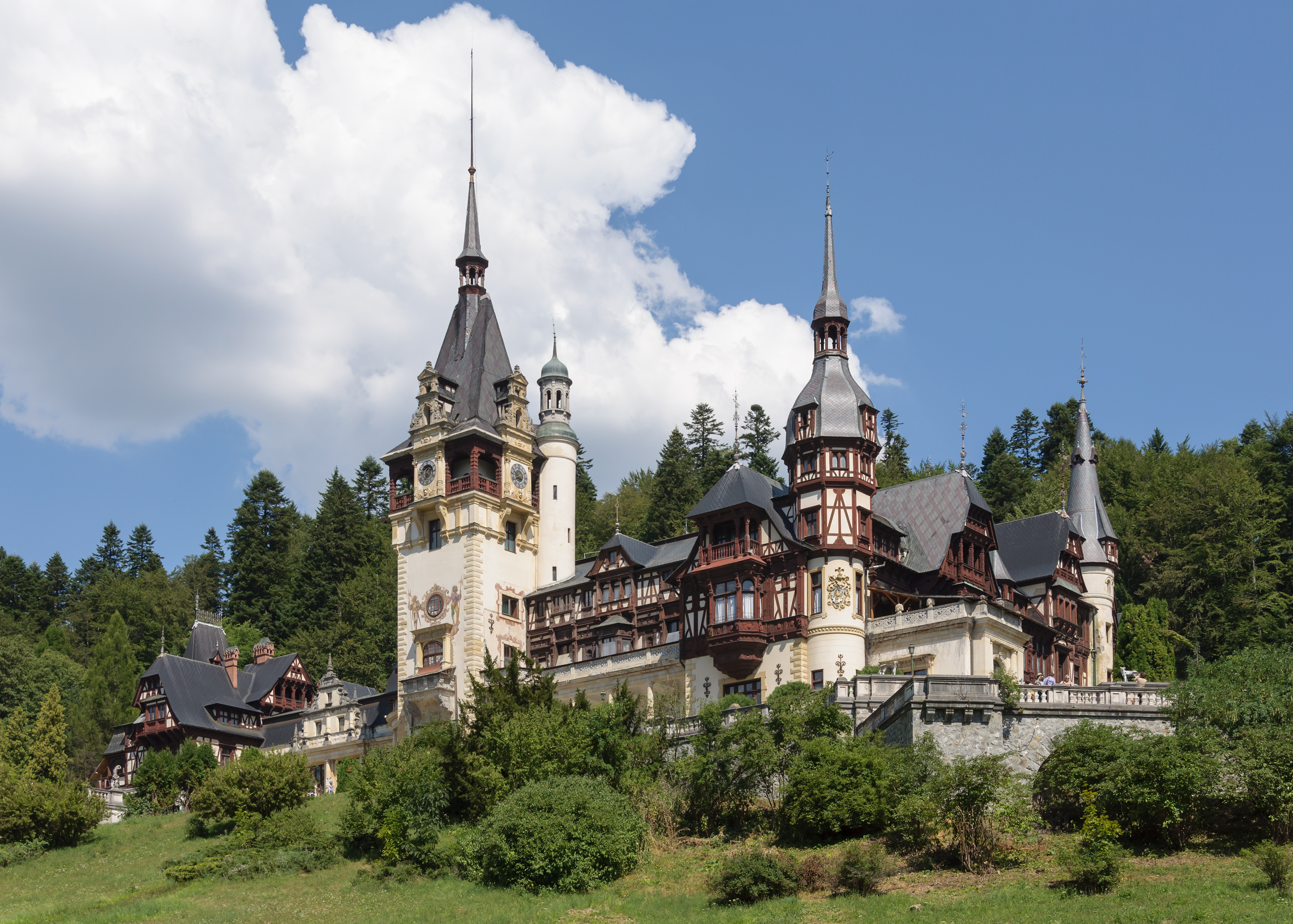
10 august: Se pune piatra de temelie pentru construcția Castelului Peleș.

### Ianuarie
- 1 ianuarie: Se înființează Societatea Studenților în Medicină din București.

### Februarie
- 2 februarie: Regele Alfonso al XII-lea al Spaniei a trimis la București un ambasador pentru a notifica domnitorului Carol urcarea sa pe tron.

### Mai
- 24 mai: A fost constituit Partidul Național Liberal, printre membrii fondatori fiind: Ion C. Brătianu, M. Kogălniceanu, M.C. Epureanu.

### August
- 10 august: Se pune piatra de temelie pentru construcția Castelului Peleș (finalizat în 1914, prețul estimat fiind de 16 milioane lei-aur). Planurile au fost realizate de arhitecții: Johannes Schultz, Carol Benesch și Karel Liman.

### Octombrie
- 29 octombrie: Se naște, la reședința familiei, de la Eastwell Park, Ashford, Kent, Regatul Unit, Prințesa Maria Alexandra Victoria de Saxa-Coburg și Gothas, viitoarea regină a României, și fiica cea mai mare a părinților săi, Alfred Ernest Albert de Saxa-Coburg și Gotha, Duce de Edinburgh și a Mariei Alexandrovna Romanov, Mare Ducesă a Rusiei.

### Nedatate
- Ion Creangă îl întâlnește pe Mihai Eminescu; începe o relație de prietenie rămasă celebră în istoria literaturii române.
- Se înființează Societatea Română de Geografie.

## Arte, știință, literatură și filozofie
- Apar Soacra cu trei nurori, Punguța cu doi bani și Capra cu trei iezi, de Ion Creangă.
- Premiera la Paris a operei Carmen, de Georges Bizet.

## Nașteri
- 9 ianuarie: Léon Jaussely, arhitect și urbanist francez (d. 1932)
- 25 ianuarie: Kukșa al Odessei (n. Kosma Veliciko), sfânt ortodox din Imperiul Rus (d. 1964)
- 2 februarie: Fritz Kreisler (n. Friedrich Kreisler), violonist și compozitor austriac (d. 1962)
- 7 februarie: Mitropolitul Nectarie (n. Nicolae Cotlarciuc), cleric ortodox român, arhiepiscop al Cernăuților și mitropolit al Bucovinei (1924-1935), (d. 1935)
- 17 februarie: Prințesa Louise a Danemarcei (d. 1906)
- 21 februarie: Jeanne Calment, supercentară franceză care a ajuns la vârsta de 122 de ani și 164 de zile (d. 1997)
- 7 martie: Maurice Ravel, compozitor francez (d. 1937)
- 8 martie: Franco Alfano, compozitor italian (d. 1954)
- 1 aprilie: Edgar Wallace, scriitor englez (d. 1932)
- 6 aprilie: Marea Ducesă Xenia Alexandrovna a Rusiei, fiică a Țarului Alexandru al III-lea al Rusiei (d. 1960)

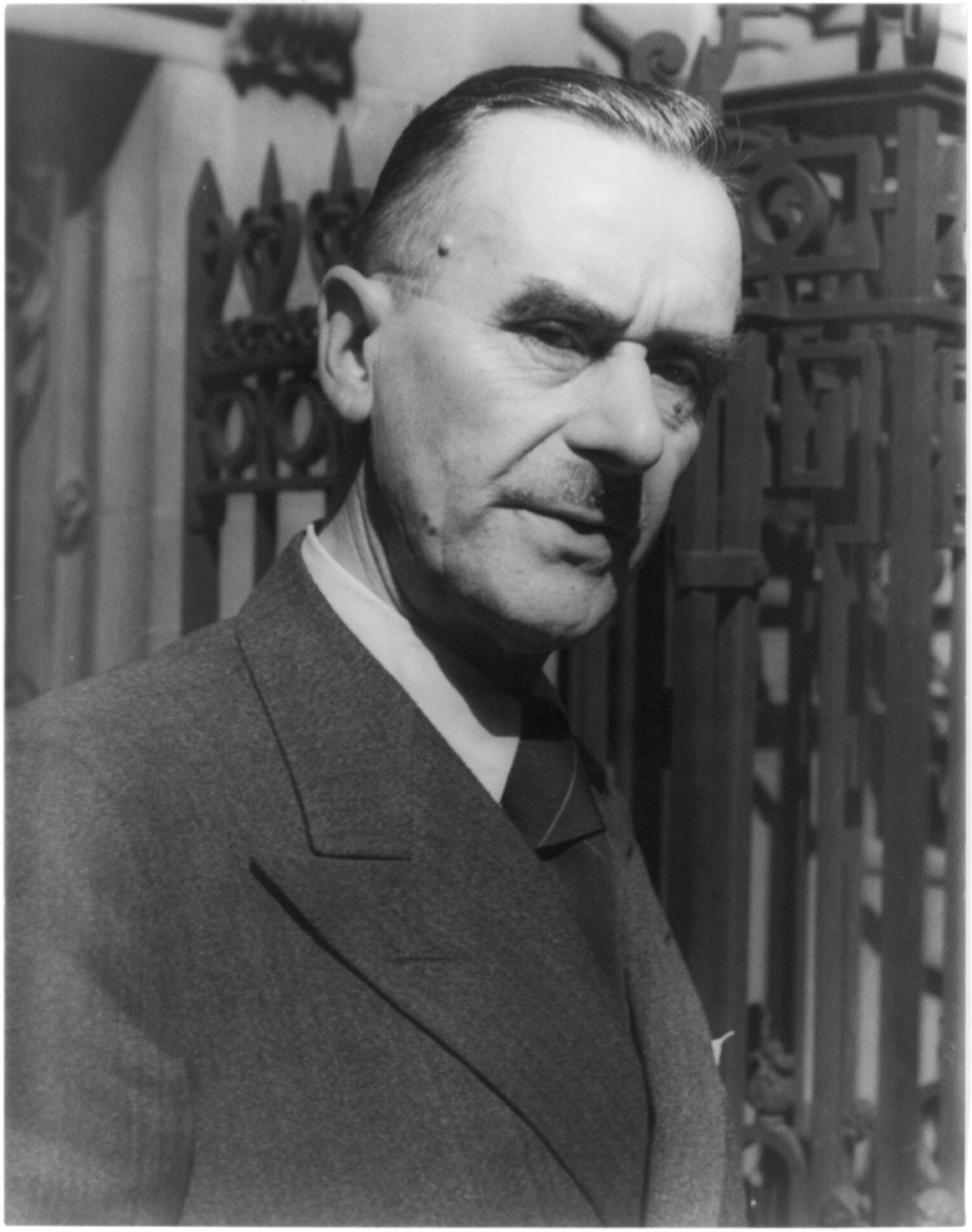
Thomas Mann, scriitor german, laureat Nobel
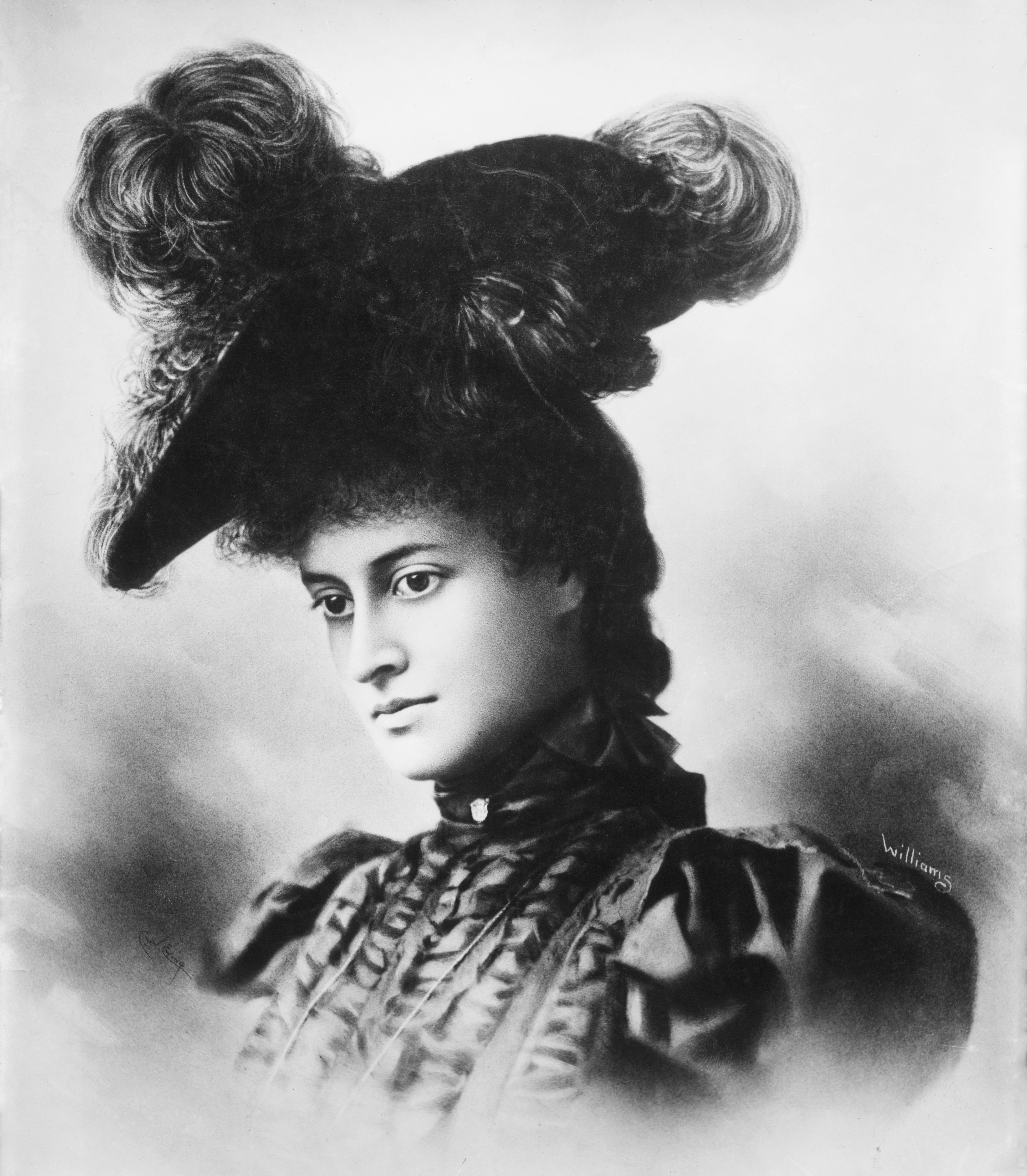
Prințesa Kaʻiulani

- 8 aprilie: Albert I, rege al Belgiei (d. 1934)
- 28 aprilie: Prințesa Auguste Maria de Bavaria (d. 1964)
- 4 mai: Dumitru Drăghicescu, diplomat, filozof, politician, sociolog român (d. 1945)
- 6 iunie: Thomas Mann, scriitor german, laureat al Premiului Nobel (d. 1955)
- 16 iunie: Fredrik Ljungström, inginer, constructor și industriaș suedez (d. 1964)
- 26 iulie: Carl Jung, psiholog elvețian (d. 1961)
- 14 august: Mstislav Dobujinski, pictor rus (d. 1957)
- 1 septembrie: Edgar Rice Burroughs, scriitor american (d. 1950)
- 11 septembrie: Șt. O. Iosif (Ștefan Octavian Iosif), poet român (d. 1913)
- 17 septembrie: Victor Anestin, ziarist, scriitor de literatură SF (d. 1918)
- 22 septembrie: Prințesa Adelaide de Schaumburg-Lippe (d. 1971)

Marta Trancu-Rainer, medic român, prima femeie chirurg din România
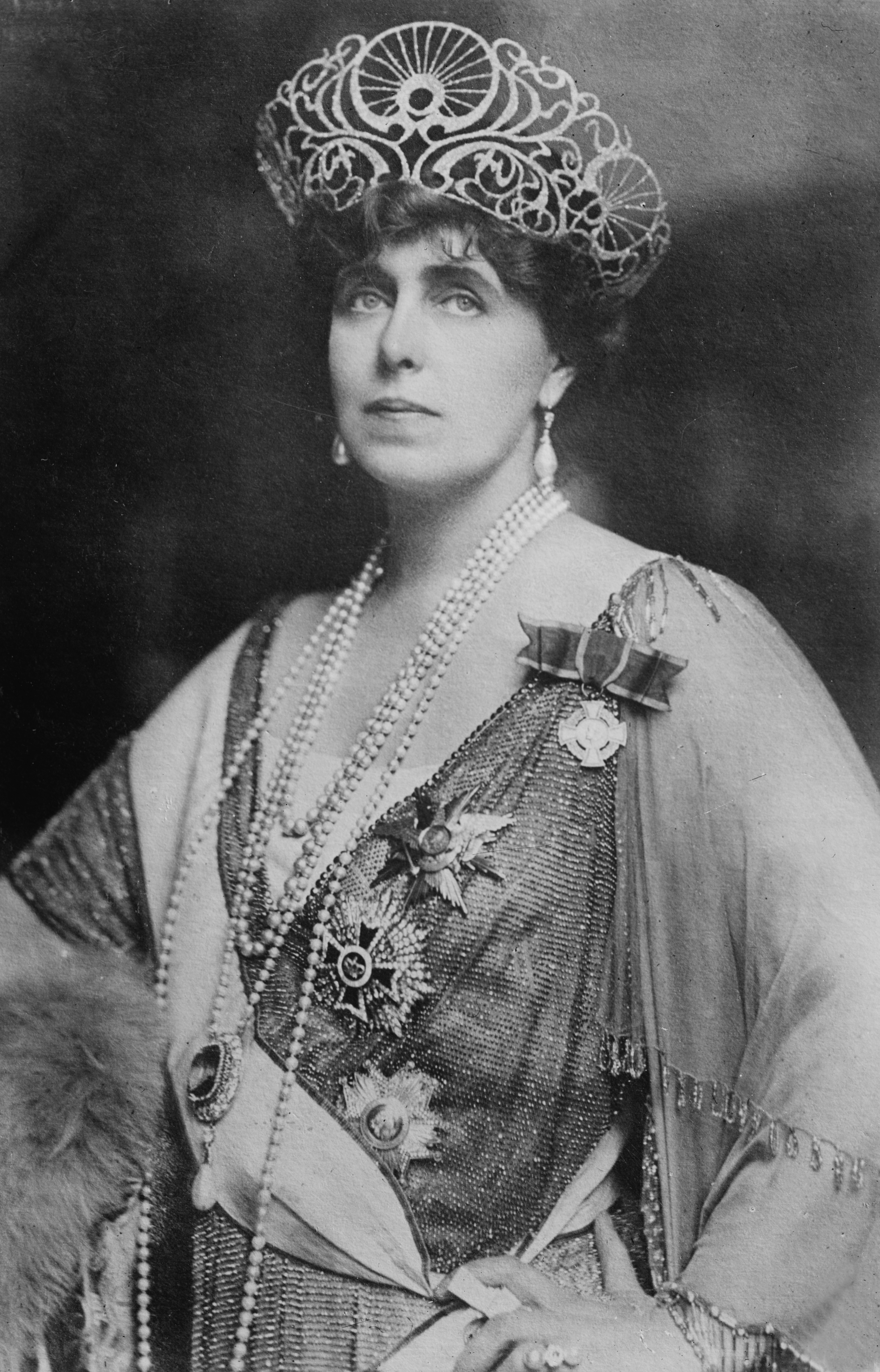
Regina Maria a României
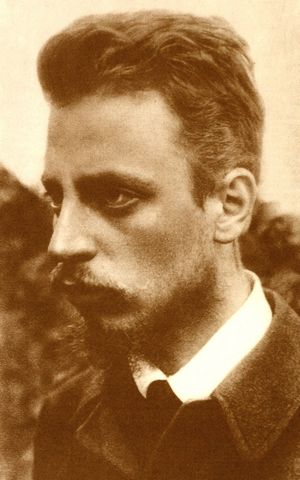
Rainer Maria Rilke, poet german

- 25 septembrie: Marta Trancu-Rainer, medic român, prima femeie chirurg din România (d. 1950)
- 3 octombrie: Jean Mihail, om de afaceri român (d. 1936)
- 10 octombrie: Prințul Franz de Bavaria, al treilea fiu al regelui Ludovic al III-lea al Bavariei (d. 1957)
- 15 octombrie: Pedro de Alcântara, Prinț de Grão Para (d. 1940)
- 16 octombrie: Prințesa Kaʻiulani, prințesă moștenitoare ale insulelor Hawaii (d. 1899)
- 29 octombrie: Regina Maria a României (n. Marie Alexandra Victoria de Saxa-Coburg și Gotha), soția Regelui Ferdinand I al României (d. 1938)
- 29 octombrie: Iuliu Prodan, botanist român (d. 1959)
- 4 decembrie: Rainer Maria Rilke, unul dintre cei mai importanți poeți de limbă germană din prima jumătate a secolului al XX–lea (d. 1926)
- 28 decembrie: Marele Duce Alexei Mihailovici al Rusiei (d. 1895)

## Decese
- 6 ianuarie: Frederic Wilhelm, Elector de Hesse, 72 ani (n. 1802)
- 20 ianuarie: Jean-François Millet, 60 ani, pictor francez (n. 1814)
- 22 februarie: Jean-Baptiste Camille Corot (n. Jean-Baptiste Camille Corot ), 78 ani, pictor francez (n. 1796)
- 1 martie: Tristan Corbière (n. Édouard-Joachim Corbière), 30 ani, poet francez (n. 1845)
- 27 martie: Edgar Quinet, 72 ani, scriitor, istoric și filoromân francez (n. 1803)
- 20 mai: Amalia de Oldenburg (n. Amalie Marie Friederike), 56 ani, regină a Greciei (n. 1818)

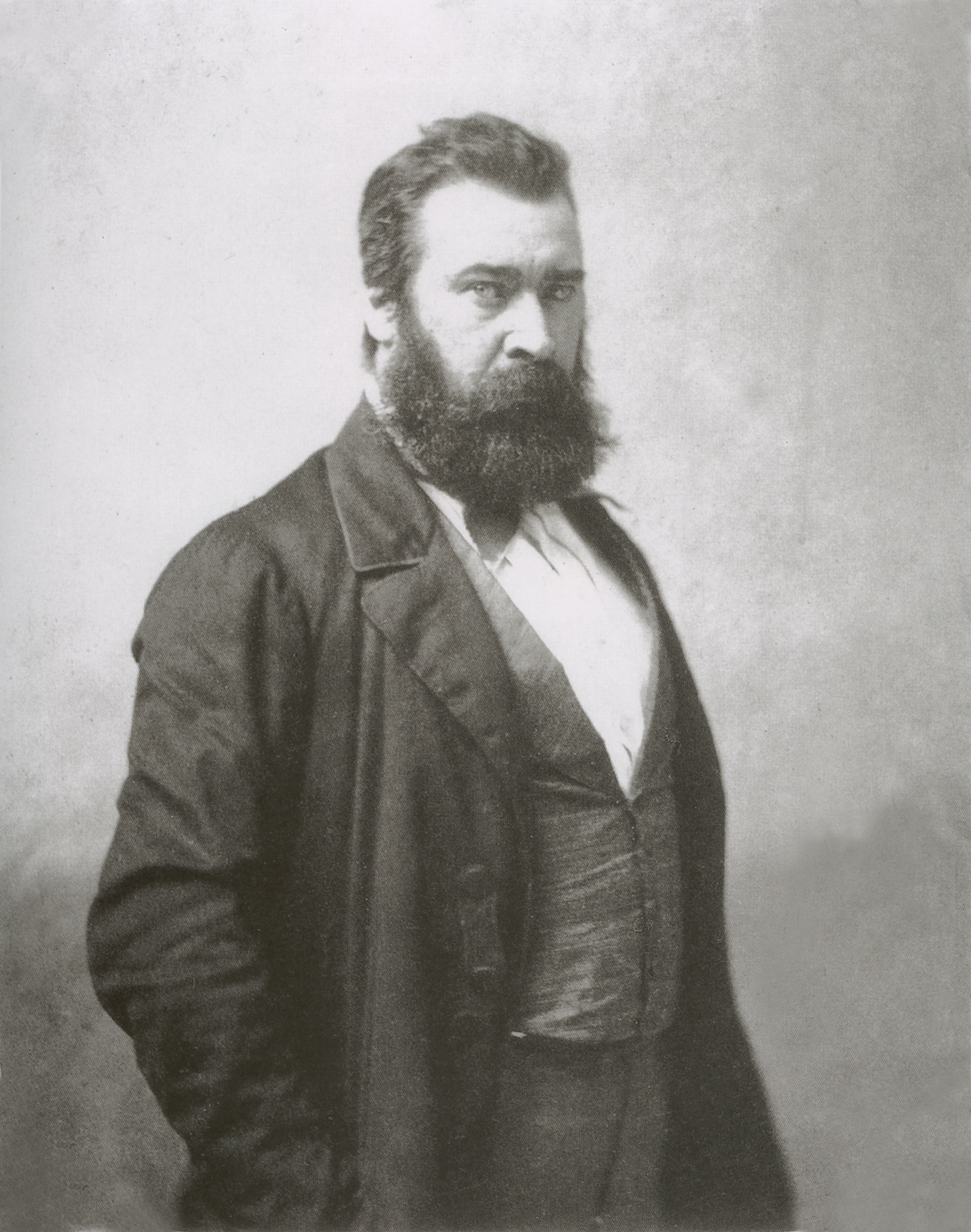
Jean-François Millet, pictor francez
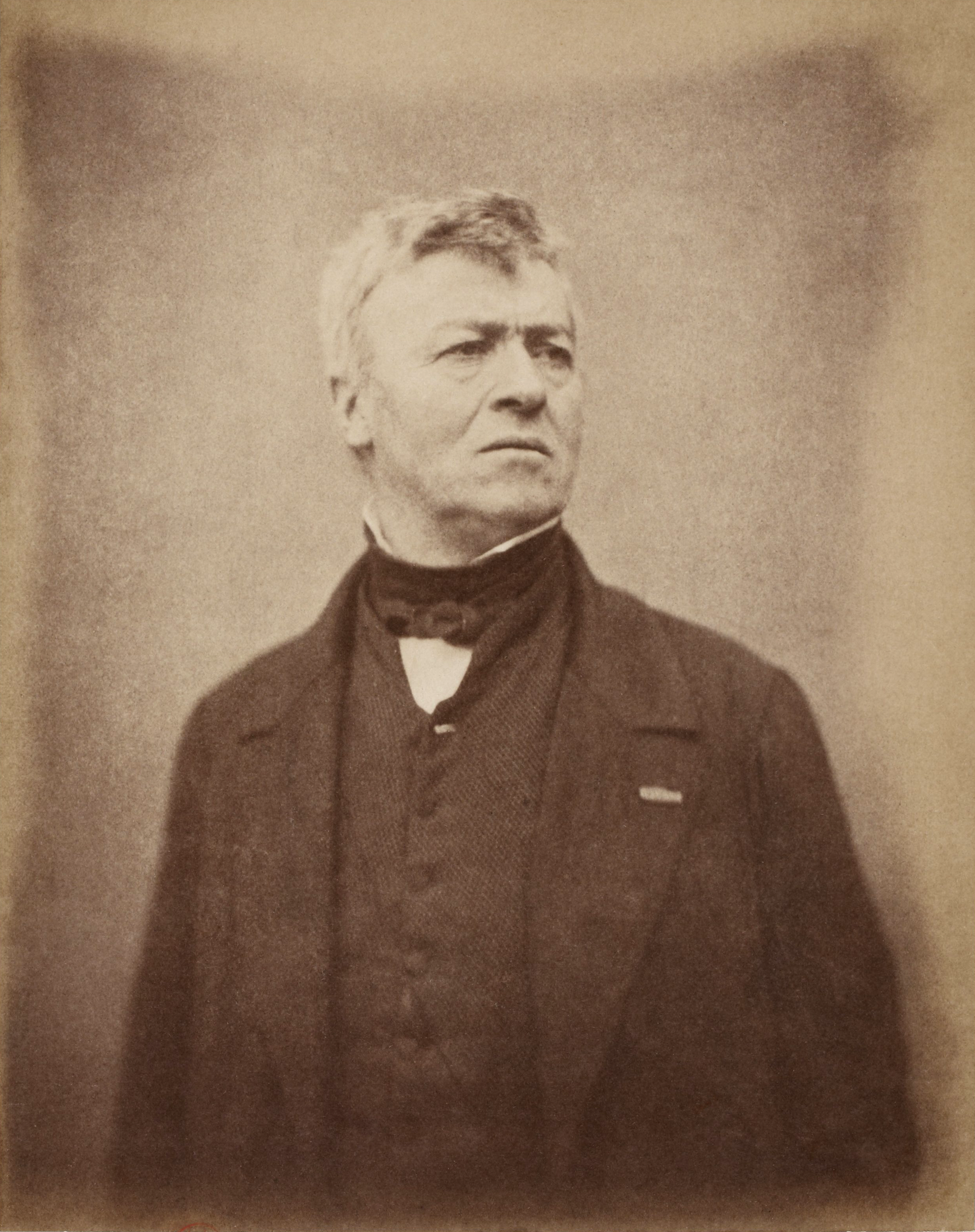
Jean-Baptiste Camille Corot, pictor francez
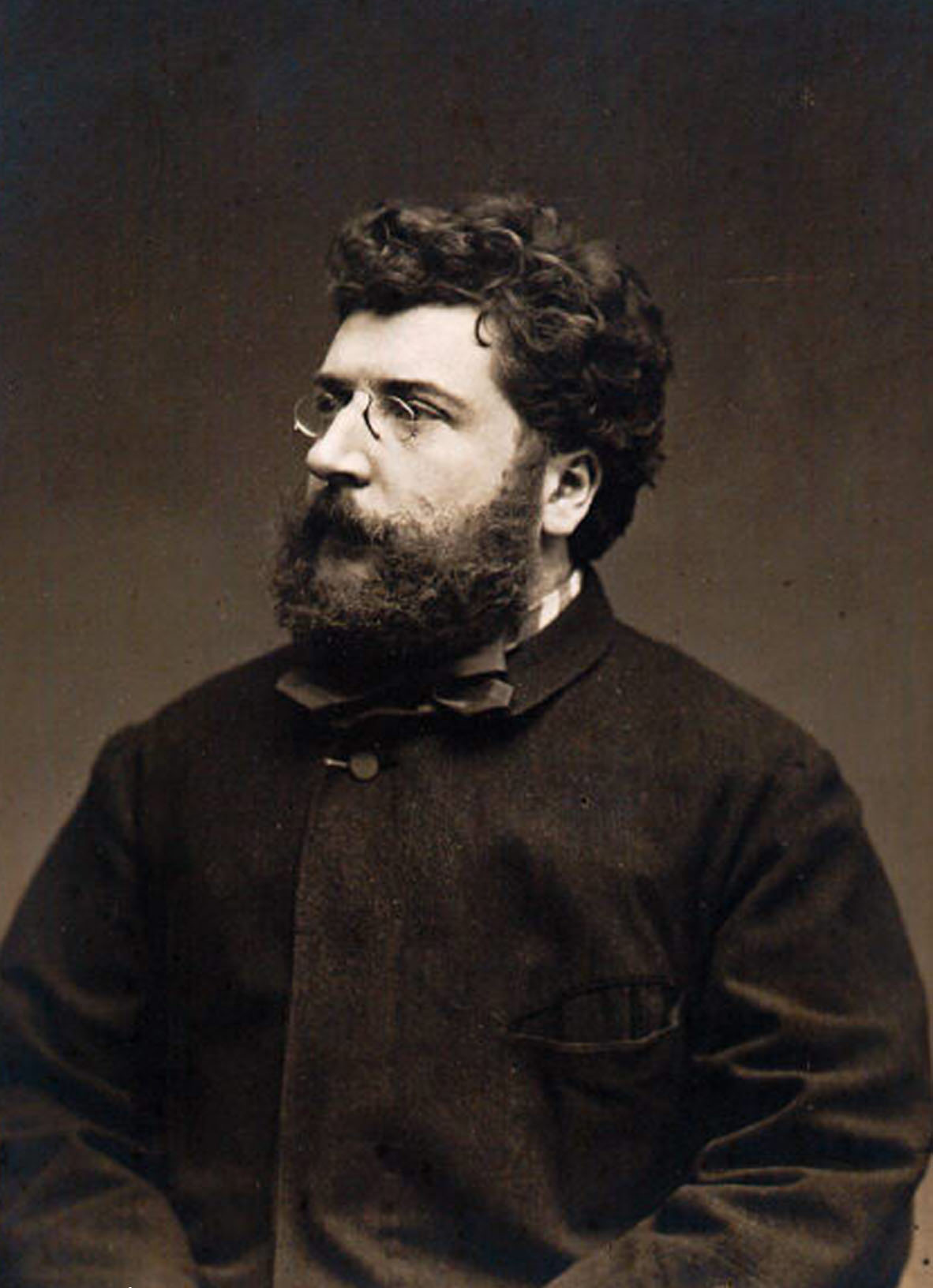
Georges Bizet, compozitor francez
Hans Christian Andersen, scriitor danez

- 31 mai: Eliphas Lévi (n. Alphonse Louis Constant), 65 ani, autor de literatură ocultă și paranormală de origine franceză (n. 1810)
- 3 iunie: Georges Bizet (n. Alexandre-César-Léopold Bizet), 36 ani, compozitor francez (n. 1836)
- 12 iunie: Julián Castro (n. Julián Castro Contreras), 65 ani, președinte al Venezuelei (1858-1859), (n. 1810)
- 29 iunie: Ferdinand I al Austriei (n. Ferdinand I Karl Leopold Joseph Franz Marchlin), 82 ani (n. 1793)
- 4 august: Hans Christian Andersen, 70 ani, scriitor danez (n. 1805)
- 16 august: Prințul Karl Theodor de Bavaria (n. Karl Theodor Maximilian August), 80 ani (n. 1795)
- 21 septembrie: Prințesa Alexandra a Bavariei (n. Alexandra Amalie), 49 ani (n. 1826)
- 21 septembrie: Prințul Adalbert al Bavariei (n. Adalbert Wilhelm Georg Ludwig), 47 ani (n. 1828)
- 12 octombrie: Jean-Baptiste Carpeaux, 48 ani, artist plastic francez (n. 1827)
- 20 noiembrie: Francisc al V-lea, Duce de Modena, 56 ani (n. 1819)